# 6467 Prilepina
6467 Prilepina è un asteroide della fascia principale. Scoperto nel 1979, presenta un'orbita caratterizzata da un semiasse maggiore pari a 2,6533653 UA e da un'eccentricità di 0,1156726, inclinata di 4,61938° rispetto all'eclittica.